# Музична академія
Музи́чна акаде́мія або Акаде́мія музи́чна (англ. Academy of Music; Musical Academy) — назва деяких музичних товариств, навчальних закладів, концертних організацій тощо, об'єднань музикантів, поетів, філософів та ін.

## Виникнення
Музичні академії виникли в Італії XV–XVI ст. Визначну роль відіграла «Аркадська академія» в Римі, до якої входили композитори А. Кореллі, А. Скарлатті та ін. Згодом виділились спеціальні музичні академії. Широко відома Філармонічна академія в Болоньї, в якій навчався видатний український композитор М. С. Березовський (почесний акададемік цієї академії з 1771). Деякі з таких об'єднань перетворювалися в навчальні заклади (в Англії, Угорщині та ін.).
У 70-х рр. XVIII ст. виник проект організації музичної академії в Україні в Кременчуку, але він не був здійснений. В Радянському Союзі, на той час і в Україні, наукові інституції музикознавчого профілю діяли в системах академій наук.

## Вищі навчальні заклади
Нерідко музичні академії — це вищі музичні навчальні заклади типу консерваторій. Значна кількість сучасних музичних академій раніше іменувалися «консерваторіями» або «вищими школами музики», але пізніше були перейменовані. Зокрема, подібні перейменування відбулися у кінці 1970-х — початку 1980-х роках у Польщі, а на початку 1990-х років — у ряді країн пострадянського простору, зокрема в Баку (1991), у Вільнюсі (1992), Таллінні (1993), Ризі, Мінську (2000).
В Україні станом на 2020 існує декілька навчальних закладом із назвою музичні академії і їх кількість протягом останніх десятиліть збільшувалась. 4 заклади мають IV рівень акредитації — у Києві (до 1995 — консерваторія), Львові (до 2000 року — консерваторія), Одесі (до 2002 року — консерваторія), і Донецьку (до 2002 року — консерваторія, з 2014 року діє під опікою терористичної організації «ДНР»). Ще кілька закладів з такою назвою мають III рівень акредитації і раніше називались музичними училищами, зокрема — у Києві ‎ (до 2008 року — училище, у 2008—2018 роках — інститут) та Дніпропетровську (до 2006 року — училище, у 2006—2016 роках — консерваторія).

### У світі
- Академія музики імені Яначека, Брно, Чехія
- Музична академія Ференца Ліста, Будапешт, Угорщина
- Музична академія (Краків), Польща